# Fritz Wächtler
Fritz Wächtler (Triebes, 7 januari 1891 - Waldmünchen, 19 april 1945) was een nationaalsocialistische gouwleider en een ere-SS-Obergruppenführer (luitenant-generaal) tijdens de Tweede Wereldoorlog. Hij was ook parlementslid voor de NSDAP in de Rijksdag.

## Leven
Op 7 januari 1891 werd Fritz Wächtler als een zoon van een klokkenmaker in Triebes, Thüringen geboren. Hij zat op de Volksschule in Triebes en Erfurt. Van 1905 tot 1911 volgde hij een opleiding tot onderwijzer in Weimar. Vanaf april 1911 werkte Wächtler als onderwijzer aan de Volksschule in Vippachedelhausen. 

### Eerste Wereldoorlog
Na twee jaar als onderwijzer gewerkt te hebben, trad hij als Einjährig-Freiwilliger (eenjarige vrijwilliger) in dienst van het Deutsches Heer. Hij werd bij een MG-compagnie van het 5. Thüringische Infanterie-Regiment ”Großherzog von Sachsen” Nr. 94 geplaatst, met deze compagnie ging hij naar het Westfront. In het voorjaar van 1916 raakte Wächtler gewond, hierna was hij niet meer voor dienst aan het front geschikt. In november 1918 werd hij uit de dienst ontslagen. Na de oorlog werkte hij weer als onderwijzer in Vippachedelhausen.

### Interbellum
Op 26 april 1926 werd Wächtler lid van de Nationaalsocialistische Duitse Arbeiderspartij. In zijn nieuwe functie was hij oprichter en leider van de Ortsgruppe van Triebes, en van de SA. Gelijktijdig was hij Bezirksleiter (districtsleider) voor de NSDAP in Weimar-Nord. In 1927 was hij inmiddels al opgeklommen tot Kreisleiter voor Weimar-Nord. En in 1928 zat hij al in de Kreisrat. In 1929 werd hij lid van het parlement van de deelstaat Thüringen. In hetzelfde jaar was Wächtler de organisator van de gouw, en werd hij tot plaatsvervangend gouwleider voor de gouw Thüringen benoemd. Hij was een medewerker van Dr. Frick toen die in 1930 minister van Binnenlandse Zaken en Cultuur in Thüringen werd. Vanaf augustus 1932 fungeerde Wächtler als Volksbildungsminister (minister van Onderwijs) in het kabinet-Sauckel. Daaropvolgend zat hij als minister in het kabinet-Marschler.
Op 11 november 1934 werd Wächtler van de Schutzstaffel lid, en kreeg de rang van een SS-Oberführer. Na het dodelijk vliegtuigongeluk in Bayreuth van de gouwleider Hans Schemm, werd Wächtler op 5 december 1935 tot gouwleider van Bayreuth benoemd. Gelijktijdig werd hij leider van de NSDAP-Hauptamtes für Erziehung (vrije vertaling: NSDAP-hoofdambt voor Educatie) en hoofd van de Nationalsozialistischer Lehrerbund (vrije vertaling: Nationaalsocialistische Lerarenbond). Vanaf januari 1936 trad hij op als Sachbearbeiter für Volksschulfragen (vrije vertaling: bevoegde medewerker voor schoolvraagstukken) in de staf van Rudolf Hess.
Op 30 januari 1936 werd Wächtler tot SS-Brigadeführer (brigadegeneraal) bevorderd en op 20 april 1937 tot SS-Gruppenführer (generaal-majoor). Eveneens kreeg hij de titel van lid van Pruisische Raad van State. Hij oefende tot 1938 de functie van waarnemend burgemeester van de stad Bayreuth uit.
Vanaf mei 1938 behoorden het concentratiekamp Flossenbürg en zijn vele subkampen tot de gouw van Wächtler.
Wächtler was betrokken bij de organiseren van de anti-Joodse Kristallnacht-rellen van 9-10 november 1938 in zijn gouw. De volgende dag beval de partijleiding in Berlijn dat de verdere vernietiging van eigendommen gestaakt moest worden. Dit omdat zij vreesden dat de rellen die zij zelf hadden uitgelokt tot radicalere acties zouden leiden die zij niet controleren konden. Wächtler probeerde van de gelegenheid gebruik te maken om leraren van de openbare school te dwingen een persoonlijke eed te ondertekenen dat ze niet langer religieuze onderwerpen zouden onderwijzen. Rudolf Hess moest de richtlijn intrekken.

### Tweede Wereldoorlog
Wächtler was brutaal tegen ondergeschikten en gevoelig voor ongecontroleerde alcoholische uitbarstingen in het openbaar. Winifred Wagner beklaagde zich meerdere keren bij Hitler over Wächtler. Dit is waarschijnlijk de reden waarom hij door Hitler weinig werd gewaardeerd, maar hij bleef tot 1945 onaangetast. Er wordt aangenomen dat Hitler de laatste jaren van de oorlog geen onrust wilde.
Op 17 februari 1943 werd in opdracht van Bormann de Nationalsozialistischer Lehrerbund (NSLB) opgeheven, dit samen met de sluiting van alle gouwkantoren in heel Duitsland. Wächtler, uit angst voor verlies van invloed, beklaagde zich tevergeefs in lange onsamenhangende memo's bij Bormann dat de NSLB essentieel voor de oorlogsinspanningen was. Op 16 november 1942 werd hij tot het ambt van Reichsverteidigungskommissar (Rijksverdedigingscommissaris) in zijn gouw benoemd. Op 1 augustus 1944 werd hij tot ere-SS-Obergruppenführer (luitenant-generaal) bevorderd. In deze functies kwam hij tot het besef dat de oorlog verloren was. Deze houding werd duidelijk voor zijn superieuren toen hij de inbeslagname van het historische Bayreuther Festspielhaus voor gebruik ter verdediging van de stad verhinderde. Tegen 1945 begon zijn bijkomende falen om de dagelijkse situatierapporten naar het Führerhauptquartier te sturen, onder de aandacht van Martin Bormann, de machtige privésecretaris van Hitler, te komen. In 1945 verklaarde Hitler Bayreuth als een vesting, wat leidde tot de vernietiging van meer dan een derde van de stad door luchtaanvallen. Op 1 april 1945 gaf Bormann het bevel dat alle Gauleiters, Kreisleiters en andere politieke leiders van de NSDAP in hun districten tot de dood moesten vechten. Met de stad in puin en slechts 200 ongeregelde troepen over, verliet Wächtler met zijn staf de stad toen het Amerikaanse 3e Leger op 13 april Bayreuth naderde. Hij vestigde zijn hoofdkwartier in een hotel in Herzogau, het zuidelijk deel van de gouw nabij de Tsjechische grens. Het is onduidelijk of communicatieproblemen verhinderden dat Wächtler de Führer van zijn nieuwe locatie op de hoogte kon brengen, maar zijn plaatsvervangend en politiek rivaal Ludwig Ruckdeschel maakte van de gelegenheid gebruik om contact op te nemen met Bormann en Wächtler van desertie te beschuldigen. De fanatieke Ruckdeschel gold al jarenlang als een oude rivaal van Fritz Wächtler.
Op bevel van het Führerhauptquartier verscheen Ruckdeschel in de Gauleitungs-Ausweichstelle met 35 SS-mannen, en Wächtler werd op 19 april 1945 in de buurt van Waldmünchen standrechtelijk geëxecuteerd.

## Carrière
Wächtler bekleedde verschillende rangen in zowel de Allgemeine-SS als Deutsches Heer. De volgende tabel laat zien dat de bevorderingen niet synchroon liepen.
| Datums                                           | Deutsches Heer                                                   | NSDAP                                 | Allgemeine-SS        | Staatsdienst   |
| ------------------------------------------------ | ---------------------------------------------------------------- | ------------------------------------- | -------------------- | -------------- |
| 1 oktober 1913                                   | Einjährig-Freiwilliger (vrije vertaling: eenjarige vrijwilliger) | —                                     | —                    | —              |
| 7 augustus 1915                                  | Leutnant der Reserve                                             | —                                     | —                    | —              |
| 1926                                             | —                                                                | Ortsgruppenleiter der NSDAP           | —                    | —              |
| 1926                                             | —                                                                | Bezirksführer der NSDAP               | —                    | —              |
| 15 juni 1932                                     | —                                                                | Stellvertretender Gauleiter der NSDAP | —                    | —              |
| 8 mei 1933                                       | —                                                                | —                                     | —                    | Staatsminister |
| 9 november 1934 (met ingang van 9 november 1934) | —                                                                | —                                     | SS-Oberführer        | —              |
| 5 december 1935                                  | —                                                                | Gauleiter der NSDAP                   | —                    | —              |
| 5 december 1935                                  | —                                                                | Reichshauptamtsleiter der NSDAP       | —                    | —              |
| 30 januari 1936                                  | —                                                                | —                                     | SS-Brigadeführer     | —              |
| 20 april 1937                                    | —                                                                | —                                     | SS-Gruppenführer     | —              |
| 1 augustus 1944                                  | —                                                                | —                                     | SS-Obergruppenführer | —              |

## Lidmaatschapsnummers
- NSDAP-nr.: 35 313[18] (lid geworden 26 april 1926[5][16])
- SS-nr.: 209 058[18] (lid geworden 11[5]/27[3][17] november 1934)

## Onderscheidingen
Selectie:
- IJzeren Kruis 1914, 2e Klasse[18][22][15][2]
- Gewondeninsigne 1918 in zwart[18][22][15] in 1918[2]
- Ehrendegen des Reichsführers-SS[18][22] op 1 december 1936[2]
- SS-Ehrenring[18][22] op 1 december 1936[2]
- Dienstonderscheiding van de NSDAP in zilver[22][2]
- Gouden Ereteken van de NSDAP[22][15][2]
- Ridder der Tweede Klasse in de Orde van de Witte Valk met Zwaarden[15][2]